# Robert Antoine Pinchon
Robert Antoine Pinchon, född 1 juli 1886 i Rouen, död 9 januari 1943 i Bois-Guillaume var en fransk post-impressionistisk landskapsmålare. Han tillbringade den största delen av sin tid i Frankrike. Pinchon var konsekvent i sin kärlek till landskapsmåleriet och målade landskap under i princip hela sin konstkarriär. Han målade dem ofta en plein air.
Claude Monet beskrev honom som "Une étonnante patte au service d'un œil surprenant".

## Utbildning
Robert Antoine Pinchon studerade vid Lycée Pierre-Corneille i Rouen. Han studerade tillsammans med Marcel Duchamp och Pierre Dumont.

## Målningar i urval

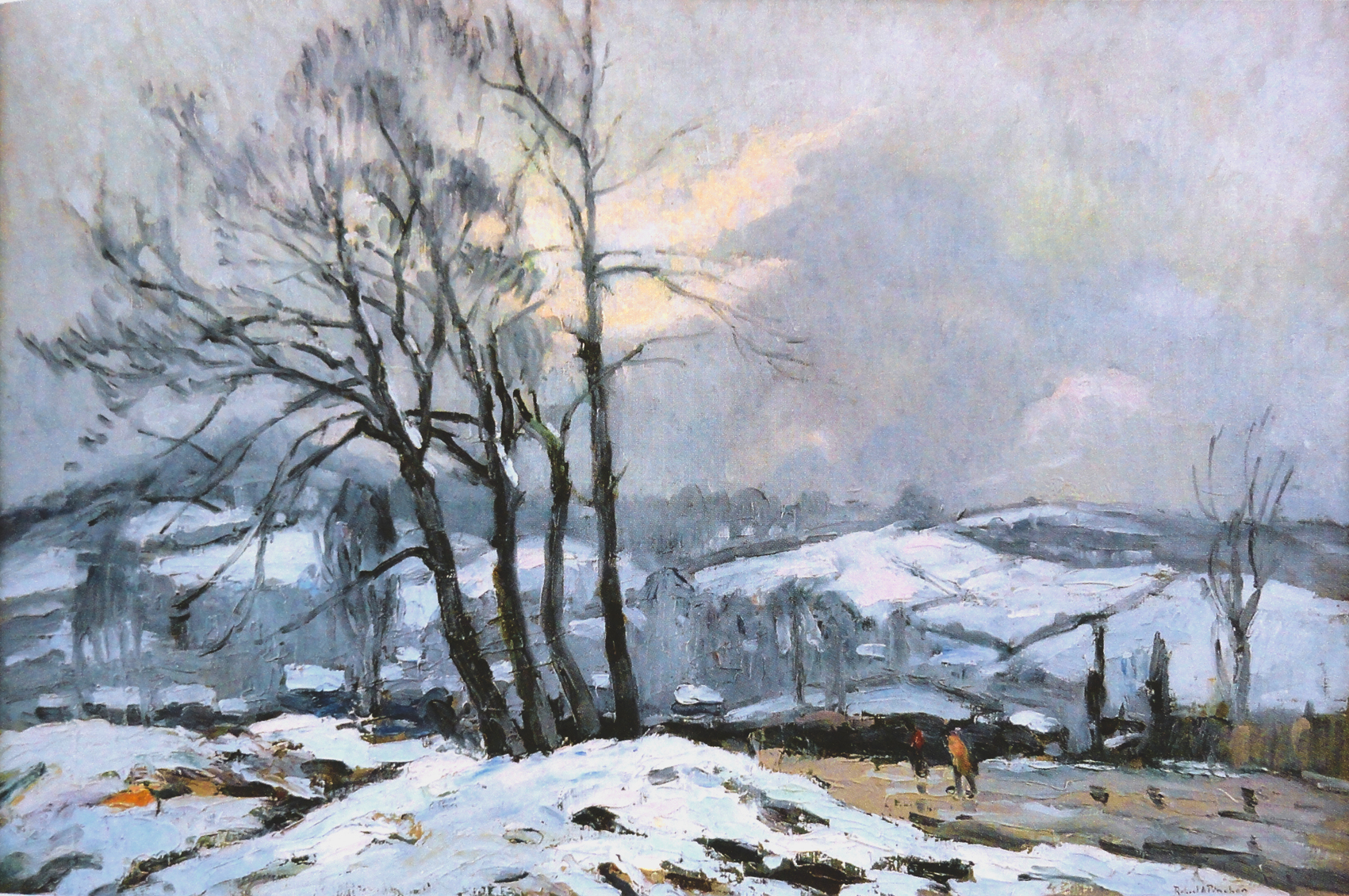
Le Chemin des Bulins, 1924–1925.
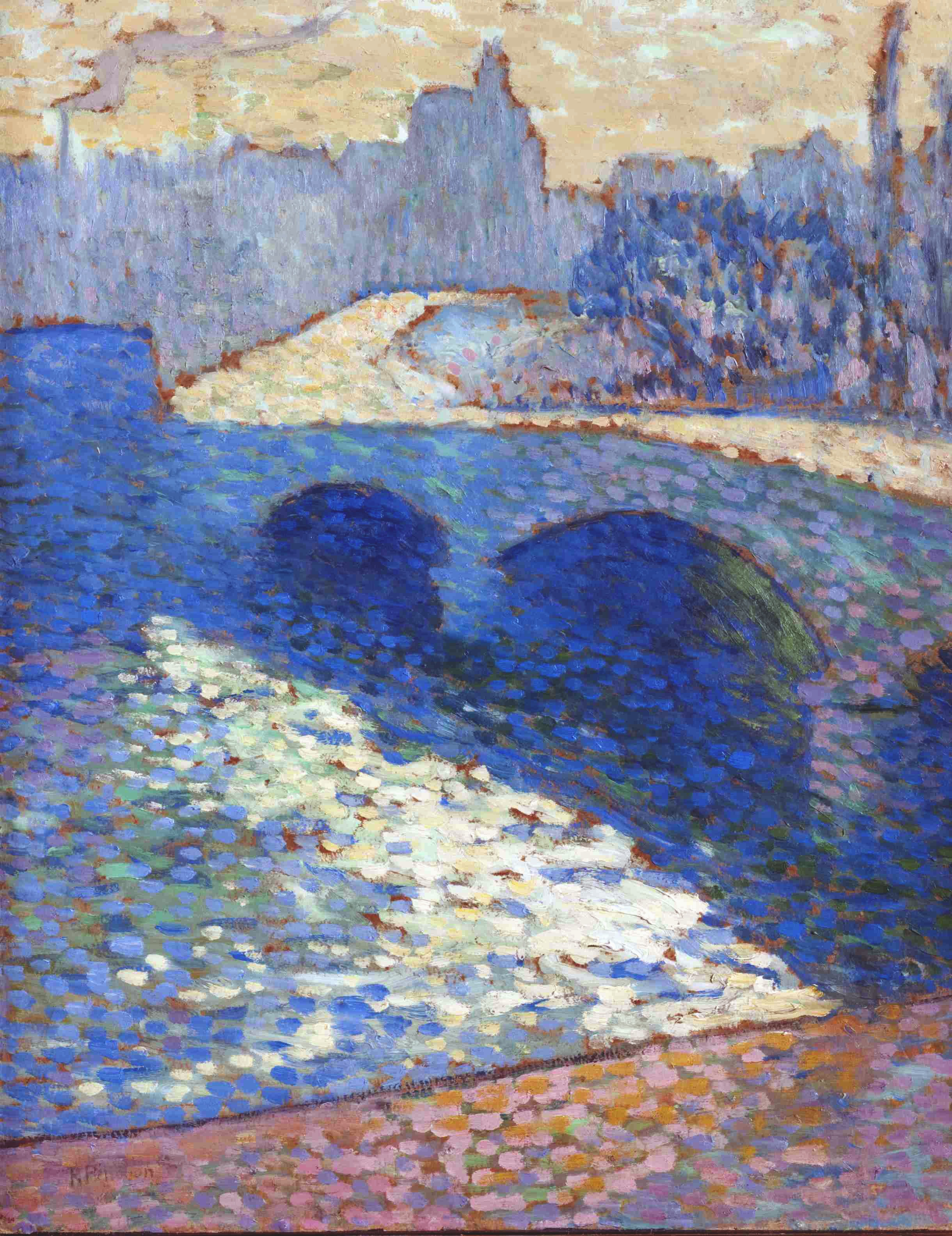
La Seine à Rouen au crépuscule, 1905.
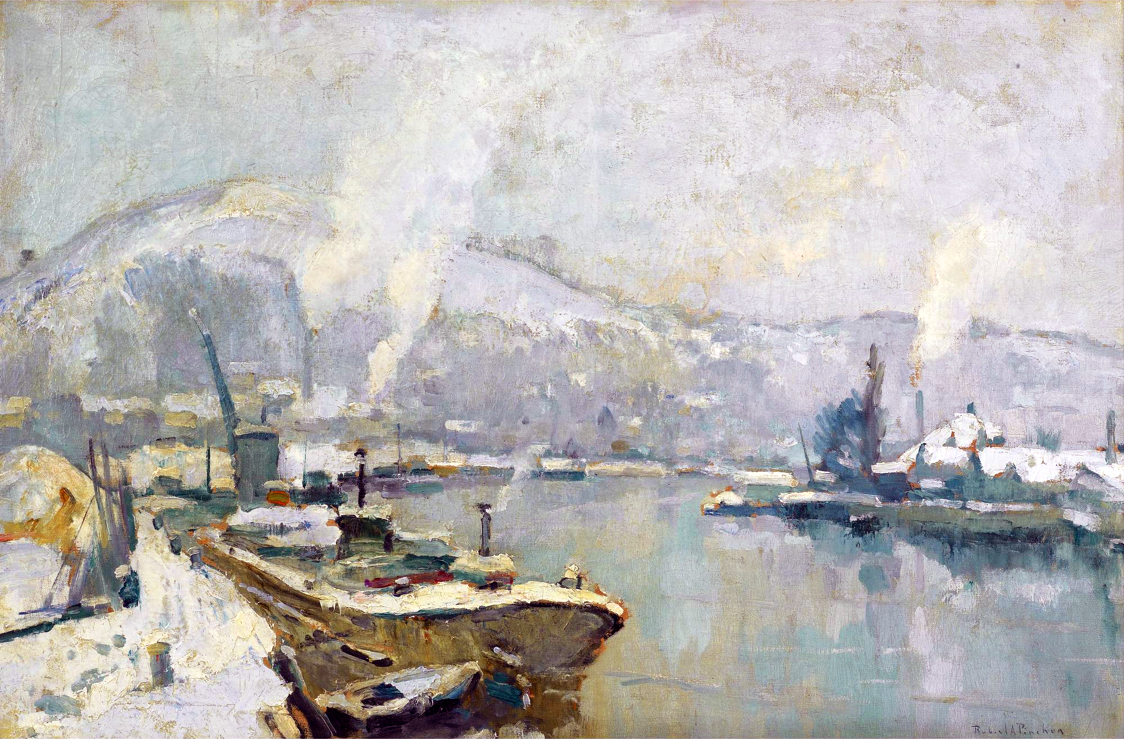
La Seine et la Côte Sainte Catherine à Rouen en hiver, 1930–1935.
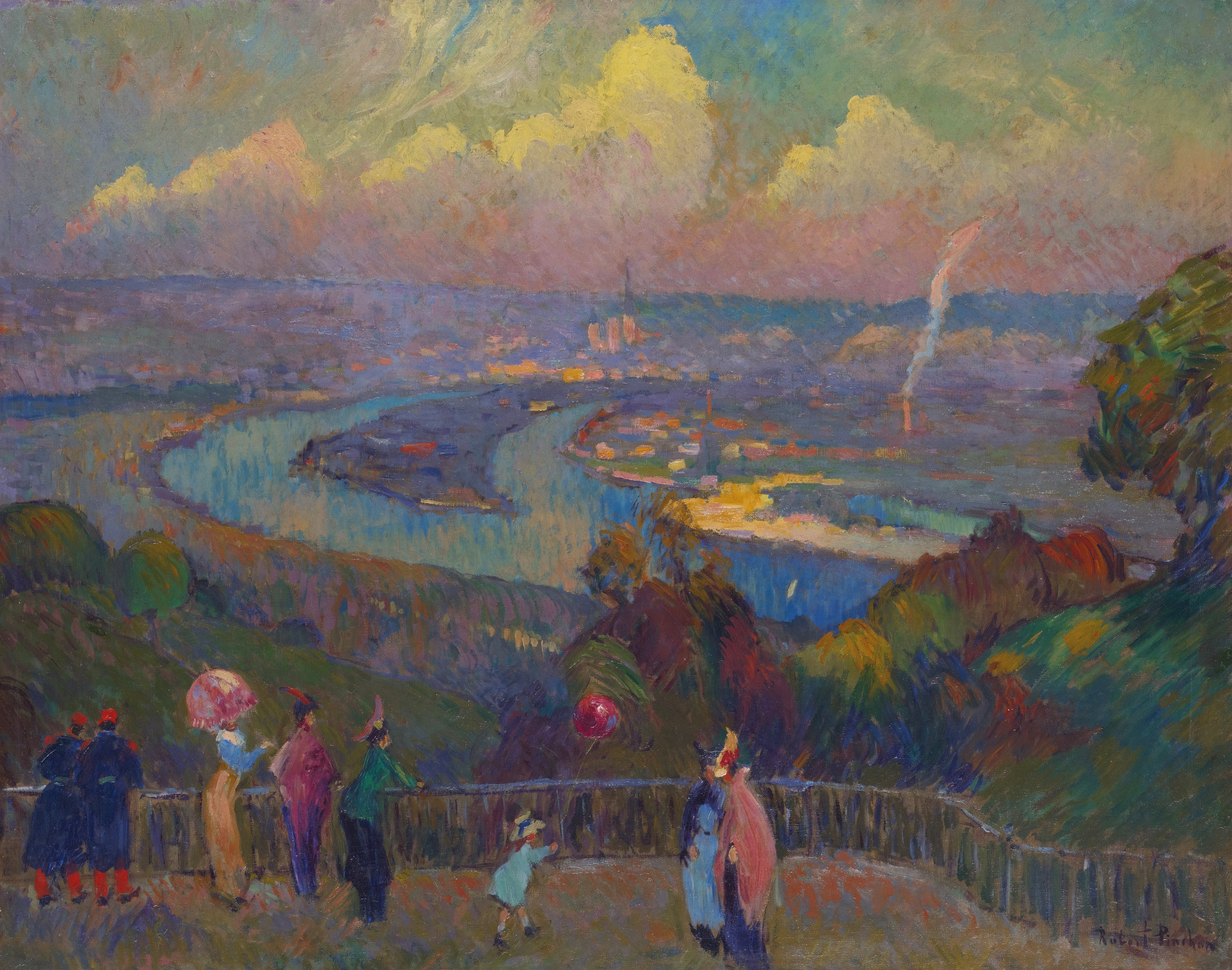
Rouen, La Seine, Vue depuis les Hauteurs de Caudebec.
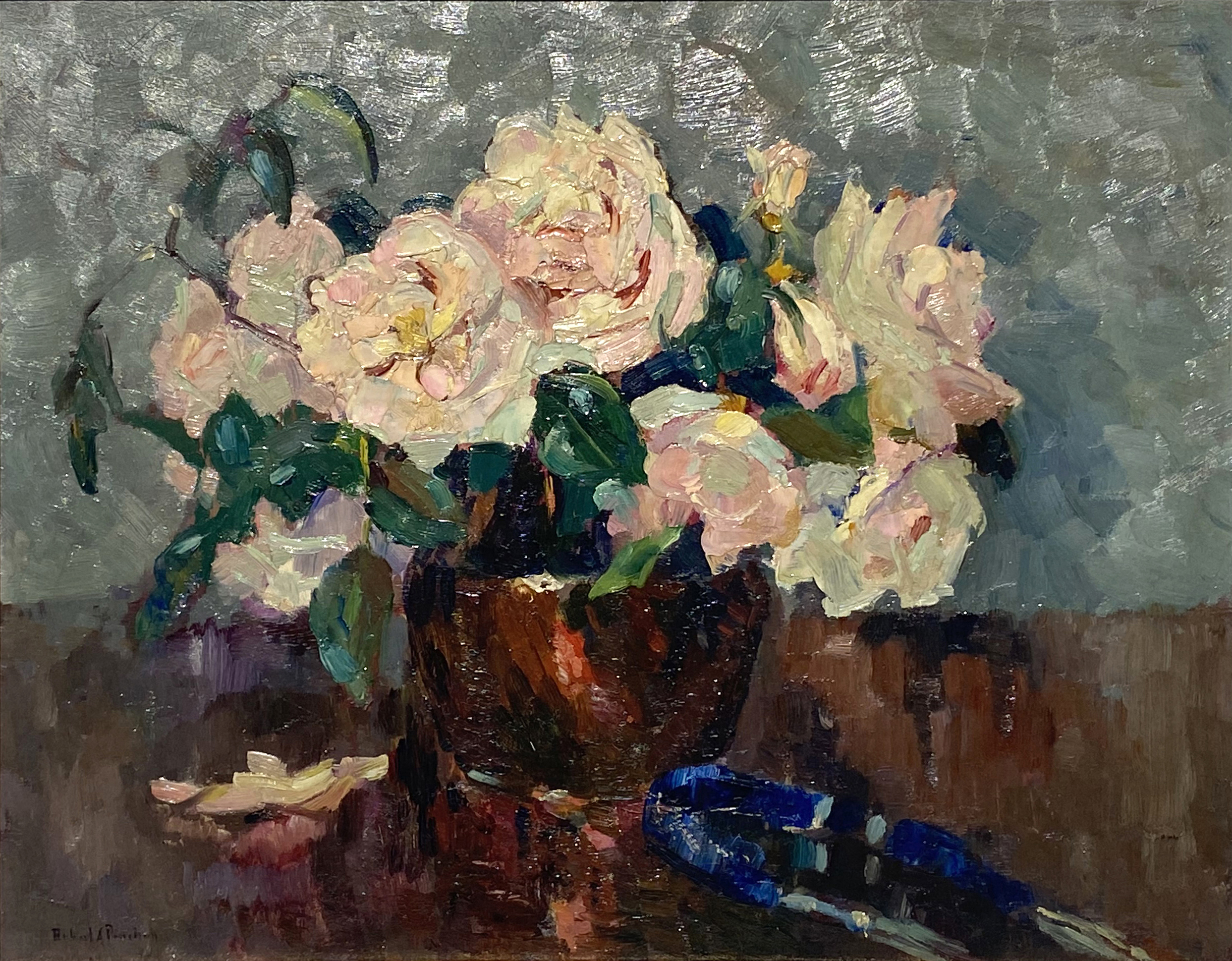
Fleurs dans un vase, 43 x 56 cm, c. 1915.
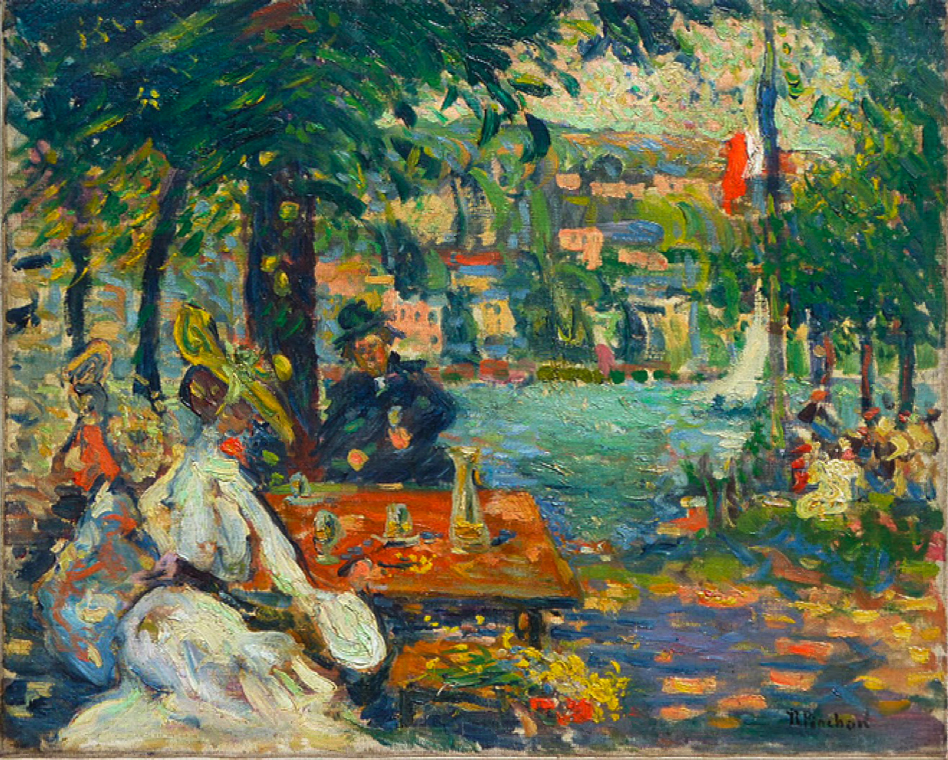
Un après-midi à l'Ile aux Cerises, Rouen, 1912 .